# Kesäkeitto
Kesäkeitto (qui signifie « soupe d'été » en finnois) est une soupe traditionnelle de la cuisine de la Finlande,,,.

## Présentation
C'est une soupe de légumes d'été récoltés frais,,. Ses ingrédients comprennent des carottes, des petits pois, du chou-fleur, des haricots verts, des pommes de terre, des radis, des épinards, du lait, du jaune d'œuf, de la crème, du beurre, de la farine et de l'aneth ou du persil finement haché,.
Les légumes coupés sont bouillis dans l'eau puis mélangés avec le beurre, la farine, le jaune d'œuf et la crème. Le résultat est une soupe crémeuse, de couleur blanche essentiellement, la couleur des légumes venant contraster. La soupe est servie chaude, avec de l'aneth ou du persil haché,.
Elle est le plus souvent consommée au petit déjeuner ou comme collation de fin de soirée.